# Виниченко Ольга Едуардівна
Ольга Едуардівна Виниченко (* 19 червня 1992, Кривий Ріг, Дніпропетровська область, Україна) — українська акторка.
У 2013 році закінчила Національний театральний університет ім. Карпенко-Карого (курс Гулякіної).

## Громадянська позиція
В 2014 знялась в одній з головних ролей у російському пропагандистському фільмі «Військовий кореспондент». Зйомки проходили в окупованому Криму.

## Фільмографія
- 2014: «Військовий кореспондент» — Даша
- 2016: «Сувенір з Одеси»

та інші.